# 5097 Аксфорд
5097 Аксфорд (5097 Axford) — астероїд головного поясу, відкритий 12 жовтня 1983 року.
Тіссеранів параметр щодо Юпітера — 3,376.